# Rubus cordifrons
Rubus cordifrons là loài thực vật có hoa trong họ Hoa hồng. Loài này được (L.H. Bailey) L.H. Bailey miêu tả khoa học đầu tiên năm 1947.